# Sängfösare
En sängfösare är en spritdryck som dricks sent på kvällen i hemmet, till exempel efter besök på restaurang, teater eller liknande. En sängfösare dricks i regel endast i måttlig mängd före sänggåendet.
Exempel på sängfösare är whisky, rom eller cocktail.